# 費爾道斯

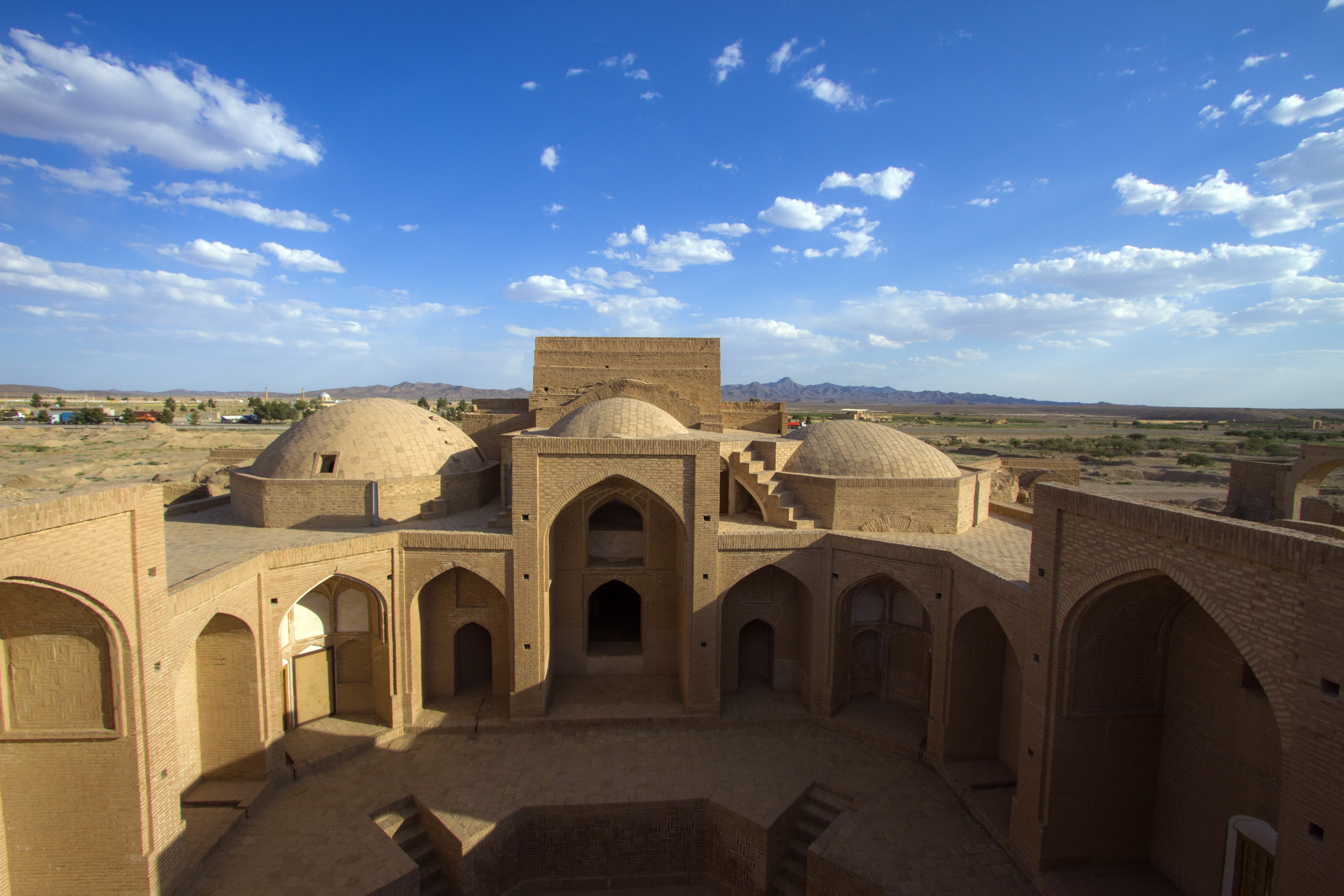
Ferdows Religious School interior

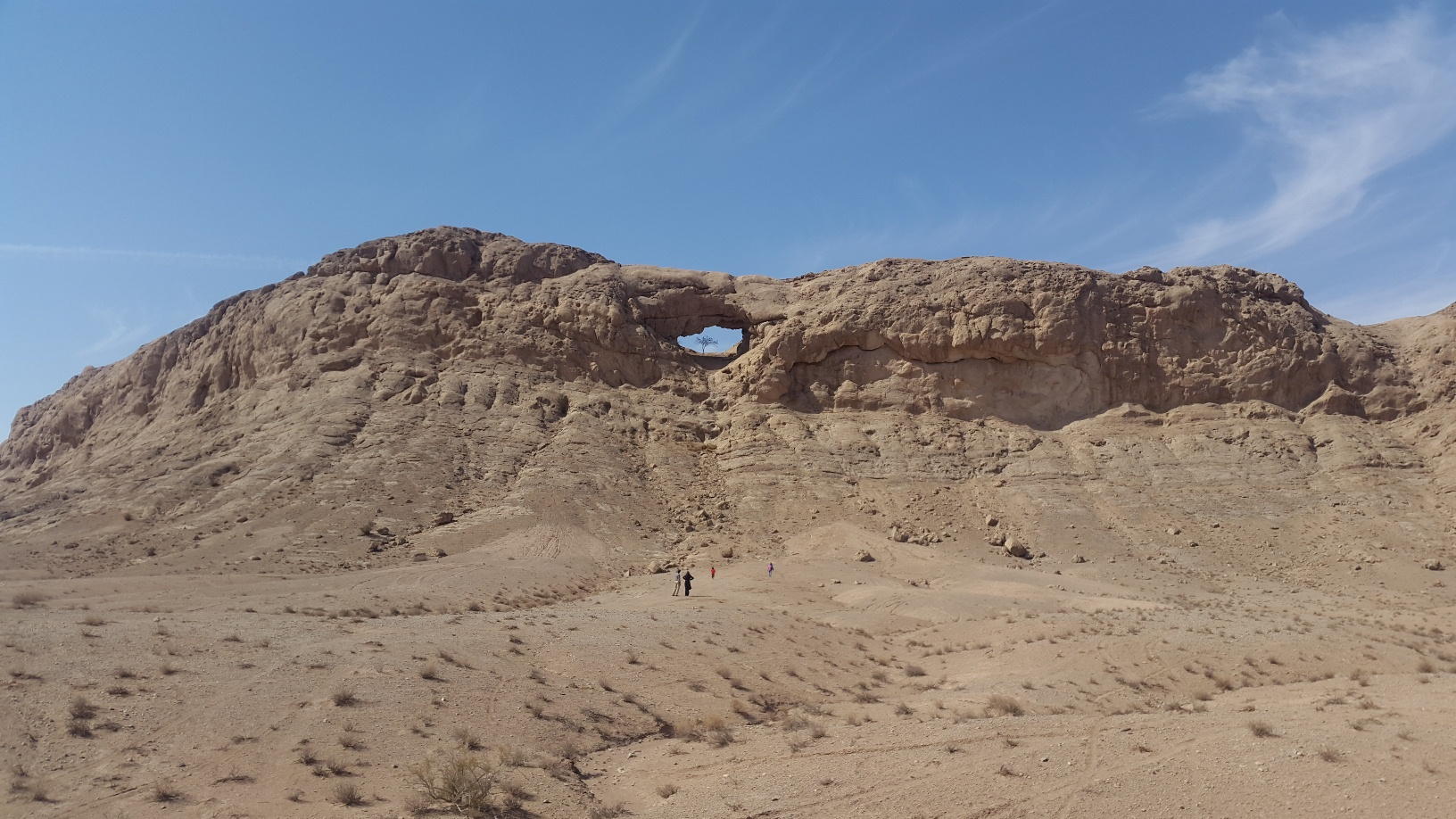
Ferdows Hole-in-the-Rock

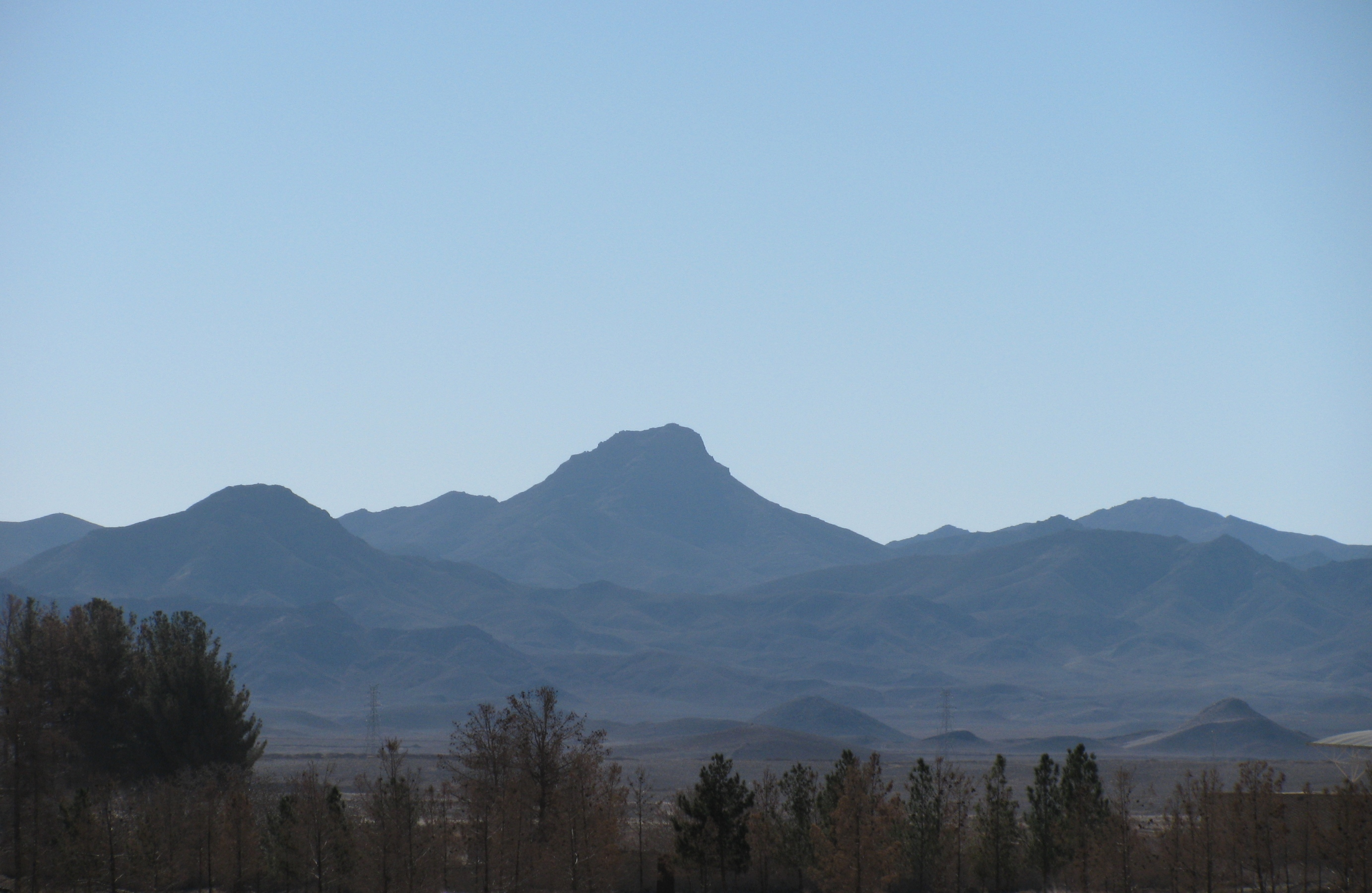
Ferdows Ghal'eh Mountain

費爾道斯是伊朗的城市，位於該國東北部，由南呼羅珊省負責管轄，距離首府比爾詹德200公里，海拔高度1,293米，每年平均降雨量147.8毫米，2011年人口25,968。

## 外部連結
1. ↑  .   [19 August 2013]. （原始内容存档于2012-10-02） （波斯语）.

- Toun Under ICHHTO Protection